# Mitch Garver
Mitchell Lynn Garver (Albuquerque, Nuevo México, 15 de enero de 1991), más conocido como Mitch Garver, es un jugador profesional estadounidense de béisbol que se desempeña en la posición de cácher en Seattle Mariners, equipo de las Grandes Ligas de Béisbol (MLB). Logró obtener un Bate de Plata.

## Carrera
Garver jugó como profesional cinco temporadas en Minnesota Twins (2017-2021), después pasó a Texas Rangers (2022-2023), luego a Seattle Mariners, donde lleva jugando una temporada.

## Premios
Fue galardonado con el Bate de Plata en una oportunidad (2019).